# Audi A1
O Audi A1 é um hatch do segmento B da empresa de automóveis alemã Audi e tem como seu garoto propaganda o cantor e ator Justin Timberlake.
Projetado para competir com modelos como o Mini, Alfa Romeo Mi.To e Mercedes-Benz Classe A, foi anunciado que o A1 seria produzido na fábrica do Grupo Volkswagen em Bruxelas, na Bélgica.

## Desenvolvimento
O A1 foi introduzido pela primeira vez no Tokyo Motor Show 2007 como o Audi A1 Metroproject Quattro. O protótipo era um automóvel tipo hatchback com quatro assentos e três portas, além de ter um propulsor híbrido, um motor 1.4 Turbo com potência máxima de 150 cavalos e um motor elétrico com potência máxima de 40 cavalos.
O deslocamento do motor turbo alimentado com gasolina impulsava as rodas dianteiras, enquanto o motor elétrico de 200,7 Nm de torque fornecia energia para as rodas traseiras.
Durante um bom tempo, suspeitava-se que a Audi estava criando um cupê compacto para bater de frente com os MINI. Estes rumores foram confirmados por Ralph Weyler, o chefe de marketing da Audi. O Audi A1 foi baseado na plataforma do Volkswagen Polo, com ajuda da SEAT, uma subsidiária do Grupo Volkswagen.
Oficialmente lançado em 2010, a Audi esperava atrair compradores jovens com essa adição à linha, garantindo um cliente fiel à marca conforme fossem ficando mais velhos.

## Galeria
- Primeira geração (2010-2018)
- Segunda geração (2018-presente)